# Leptogenys modiglianii
Leptogenys modiglianii är en myrart som beskrevs av Carlo Emery 1900. Leptogenys modiglianii ingår i släktet Leptogenys och familjen myror. Inga underarter finns listade i Catalogue of Life.